# I dieci comandamenti all'italiana
I dieci comandamenti all'italiana sono stati una trasmissione televisiva di approfondimento giornalistico sul ruolo dei Dieci comandamenti nella società italiana di inizio anni Novanta, condotta da Enzo Biagi su Rai 1 nel 1991 per 10 puntate con cadenza settimanale.
La prima puntata venne trasmessa l'8 marzo 1991 alle 20:30.
Ogni puntata presentava dei filmati inerenti il comandamento in oggetto, che poi venivano commentati dagli ospiti presenti in studio, tra i quali era fisso monsignor Ersilio Tonini, all'epoca arcivescovo emerito di Ravenna-Cervia.
La sigla iniziale del programma era costituita da un tema strumentale che scorreva su animazioni tratte dal Trittico del Giudizio di Vienna di Hieronymus Bosch, dipinto sul quale si basò Vico Magistretti nel progettare la scenografia dello studio.